# Dysstroma uruparia
Dysstroma uruparia är en fjärilsart som beskrevs av Felix Bryk 1942. Dysstroma uruparia ingår i släktet Dysstroma och familjen mätare. Inga underarter finns listade i Catalogue of Life.